# جنا بوش
جنا هیگر بوش (به انگلیسی: Jenna Bush Hager) (زاده ۲۵ نوامبر ۱۹۸۱ در دالاس، تگزاس)، دختر جورج دبلیو بوش، چهل و سومین رئیس‌جمهور ایالات متحده آمریکا و لورا بوش، بانوی اول آمریکا و خواهر دوقلوی باربارا بوش است.
جنا فارغ‌التحصیل در رشته زبان و ادبیات انگلیسی از دانشگاه تگزاس در آستین است.
روز ۱۰ مه ۲۰۰۸ میلادی، جنا بوش در مراسمی خصوصی در مزرعه شخصی پدرش در تگزاس با هنری هیگر که یک دانشجوی بازرگانی از دانشگاه ویرجینیا بود، ازدواج کرد. در مراسم عروسی، باربارا بوش خواهر دوقلوی جنا، ساقدوش او بود. جورج دبلیو بوش، رئیس‌جمهور ایالات متحده آمریکا در سخنرانی رادیویی هفتگی خود، این مراسم را «ضیافتی پر از شادی» برای خانواده خود توصیف کرد.